# Roberto Mero
Roberto Hugo Mero, né le 22 mars 1958 à Buenos Aires (Argentine), est un écrivain et journaliste argentin.

## Biographie
Fils de Roberto Mario Mero et d’Elida De Angelis, ses arrière-grands-parents italo-français se sont installés dans la capitale d’Argentine au début du XXe siècle. Roberto Mero participe entre 1973 et 1975 à différents mouvements d'étudiants pendant qu’il poursuit ses études secondaires à l’Escuela Superior de Comercio Hipólito Vieytes (1971-1975). Avec d’autres jeunes écrivains et journalistes, il fait partie d’un groupe de réflexion dirigé par l’écrivain Ernesto Sábato (1911-2011). Il poursuit des études de Droit à l’Universidad de Buenos Aires entre 1976 et 1980.
En février 1976, il fonde la revue underground Hospicio avec le musicien et dessinateur Gustavo Abel Toscano. Son premier livre, San Martin, el general rebelde (1978) gagne le concours d'essai historique organisé par l’Instituto Sanmartiniano et la Caja Nacional de Ahorro y Seguro, à l'occasion du bicentenaire de la naissance de José de San Martin, père de l'indépendance de l'Argentine. Cependant, la banque nationale, dirigée par un colonel de l’armée, refuse de lui accorder le prix en raison de l’analyse marxiste sur le héros national argentin.
En 1978, il adhère au Parti Communiste Argentin (PCA) et participe au mouvement de résistance contre la dictature militaire installée au pouvoir depuis le 24 mars 1976. En février 1980, il se marie avec Patricia Beatriz Sabattini, mais le couple ne dure que quelques mois et divorcera définitivement en 1982.
En 1980, il commence sa carrière de journaliste. D’abord dans le mensuel Fotomundo (en publiant des analyses sur l’histoire du cinéma) et Pelo (sur le rock alternatif argentin). Cette même année, il est invité à écrire pour l’hebdomadaire de la gauche sioniste Nueva Presencia, dirigé par Herman Schiller. Au cours de cette collaboration, qui se prolongera jusqu’à 1982, Roberto Mero aborde des sujets politiques et culturels qui dévoilent les affres de la dictature. Ses articles sont aussi publiés par l'hebdomadaire El Porteño, fondé par les écrivains Migel Briante et Jorge Dippy Di Paola. 
Il fait partie en 1982 du staff du mensuel Caras y Caretas, la publication historique de l’Argentine, rééditée par le journaliste Hector Descalzi. D’abord éditorialiste, Roberto Mero sera nommé rédacteur en chef de la publication. C’est dans les pages de Caras y Caretas qu'il publie ses interviews de Juan Gelman, Manuel Vazquez Montalban, Hebe de Bonafini et d’autres personnalités de la résistance argentine contre la dictature.
En octobre 1983, il voyage pour la première fois en Europe, où il publie des articles dans les hebdomadaires espagnol Mundo Obrero et français Révolution. Cette même année, il se marie avec la psychologue argentine Silvia Cassini.
Entre 1982 et 1984, il travaille sur son premier roman, Dia 24 Marzo, qui sera publié en 1986 à Buenos Aires par les Ediciones de la Flor. Sous forme de thriller politico-social, le livre aborde le sujet des disparus pendant le régime militaire, de même qu’il dénonce le silence de la presse argentine entre 1976 et 1983. Cette même année paraît El Cafetal Rojo (1986, Ediciones de La Maquina), livre de chroniques sur la Brigade Internationale argentine envoyée au Nicaragua par le PCA en 1985. En août 1986 il divorce de Silvia Cassini et commence sa relation avec la mannequin Irene Bublik. 
Il commence en 1987 à parcourir le Chili, où il recueille les témoignages et chroniques qui donneront naissance à son livre Pinochet, penúltimo round, publié par la maison d'édition Legasa en 1987. C’est en octobre 1987, qu’il commence à Paris la rédaction de Contraderrota, Montoneros y la revolución perdida, son livre d’entretiens avec le poète argentin en exil Juan Gelman. Ce livre sera publié en mars 1988 par la maison d'édition Contrapunto.
Depuis Paris, Roberto Mero collabore avec le nouveau journal argentin Página 12. En 1988, il s’installe au Chili pour finir son deuxième volume sur la fin de la dictature de Pinochet, Ocaso para un Capitán General, qui sera publié à Buenos Aires l’année suivante. La même année, il publie son ouvrage La Mona Va, abordant le sujet de la musique populaire argentine post-dictature. Vers la fin de cette année, il collabore avec le réalisateur argentin Alejandro Agresti au scénario du film Secret Wedding, basé sur le premier jet du roman Boda Sereta, que Roberto Mero avait écrit d’un trait au début de l’année. Entre-temps, il est primé pour deux de ses nouvelles dans un concours organisé par le prestigieux journal Acción.
En 1989, il est engagé comme correspondant en Europe pour le journal argentin Nuevo Sur, dirigé par Eduardo Luis Duhalde. Depuis janvier 1989, Roberto Mero développe son activité de journaliste entre Paris, Jérusalem, Barcelone, Genève, Prague, Madrid et Moscou.  Il commence aussi à écrire en français pour le journal l’Humanité, l'hebdomadaire Révolution, et les mensuels France Amérique-Latine et Politis. Il correspond aussi avec plusieurs radios argentines, principalement avec les émissions  dirigées par Eduardo Aliverti, tout en continuant à écrire ses chroniques politiques pour Propuesta et La Maga.
Début mars 1989 Roberto Mero et Irene Bublik se séparent à Jérusalem. Quelques mois plus tard, il commencera à partager sa vie avec la journaliste Agnès Boussuge. Entre 1990 et 1992, il abandonne définitivement l’écriture littéraire en espagnol pour s’engager dans l’expression française. Mero remanie ainsi son roman Boda Secreta, qu’il publiera en 1993 sous le titre Tango mortel chez Scandéditions (ancienne maison Messidor).
Il est engagé comme conseiller en communication par la mairie de Grigny (Essonne) entre 1991 et 1994 tout en continuant à couvrir l’actualité politique et culturelle française et européenne pour plusieurs publications en France et en Argentine. En février 1994, lorsque son éditeur Scandéditions est mis en faillite, il organise un collectif en défense des droits des auteurs. Accompagné par les écrivains Alain Serres, François Salvaing et le philosophe Lucien Sève, il crée Créateurs Associés. Ce collectif réussit à sauver une bonne partie du fonds éditorial de l’ancienne Messidor, mais les projets d’une maison d’édition « des auteurs » échoue. En 1995, il est engagé par le PCA pour diriger la campagne électorale argentine qui propose le réalisateur Fernando Pino Solanas comme candidat au poste de Président et Carlos Imizcoz comme vice-président.
De retour à Paris, et après plusieurs mois de flottement, Roberto Mero décide d’abandonner le journalisme et de s’engager dans l’écriture de plusieurs scénarios audiovisuels. En mars 1997, il fonde les éditions Mémoire multimédia et s’installe à Bruxelles. C’est ici qu'il produira avec une équipe de techniciens, peintres, écrivains, musiciens (la plupart exilés politiques chiliens) plusieurs CD-ROM à un rythme vertigineux : Ernesto Che Guevara, la légende (1997), Karl Marx, le Manifeste Communiste et les révolutions de 1848 (1998), Salvador Allende, le Combat d’un peuple (1998), Femmes, le long chemin (1998), Paris, la Commune et l’assaut du Ciel (1999) et l’Orage inachevé, Guide des révolutions et de résistances du XXe siècle (2000). Roberto Mero publie en même temps deux livres biographiques sur Ernesto Che Guevara : Moi, le Che (1997, le Temps des Cerises éditeurs) et ABC Che, Abécédaire d’Ernesto Che Guevara (1997, Nouvelles Editions Sociales, 2010 Le Temps des Cerises).
En décembre 1998, à Bruxelles, naît son fils Ernesto Enrique Mero de sa relation avec l’ancienne résistante chilienne et coordinatrice en communication Florencia Martini. Il se sépare d’Agnès Boussuge. En 2000, il s’installe de nouveau à Paris, où il décide d’élargir le catalogue de sa maison d’édition en s’ouvrant sur la récupération d’archives sonores à caractère historique et littéraire disparus de la circulation depuis des décennies.
En 2009, il se marie avec la chanteuse lyrique Armelle de Frondeville. Fin 2011, Roberto Mero publie son nouveau roman Crève la mort.